# 芭芭拉·克蘭普頓
芭芭拉·克蘭普頓（英語：Barbara Crampton，1958年12月27日—）是一位美國女演員。首次亮相作為日間肥皂劇《我們的日子》（1983年至1984年），後因肥皂劇《不安分的青春》（1987年至1993年；1998年至2002年；2006年至2007年）中飾演莉安娜·洛夫聞名，1990年藉此入圍肥皂劇文摘獎日間電視劇最佳反派。
在電影圈，克蘭普頓知名於多部恐怖片和驚悚片的演出。包括《替身》（1984年）、《幽靈人種》（1985年）、《夜困殺人場》（1986年）、《靈異殺陣》（1986年）、《魔偶魔影》（1989年）、《新空房禁地3》（1995年）和《你是下一個》（2011年）。

## 早期生活
芭芭拉·克蘭普頓出生於纽约州莱维顿，天主教徒。她在佛蒙特州長大。父親從事嘉年華員工，狂歡節期間克蘭普頓得以在全國各地度過了夏天。七年級時開始在學校戲劇中表演，並在高中繼續學習表演。1976年至1981年，於卡斯爾頓州立學院攻讀戲劇藝術專業，取得文学学士文憑畢業。之後，克蘭普頓在紐約短暫停留，出演當地劇院舞台劇《李爾王》中的寇蒂莉亞。

## 外部連結
- 芭芭拉·克蘭普頓在互联网电影资料库（IMDb）上的資料（英文）